# Lindern (Oldenburg)
Pour les articles homonymes, voir Lindern.
Lindern est une ville allemande située en Basse-Saxe, dans l'arrondissement de Cloppenburg.

## Géographie
La commune de Lindern est située à 15 km au sud-ouest de Cloppenburg.

## Jumelages

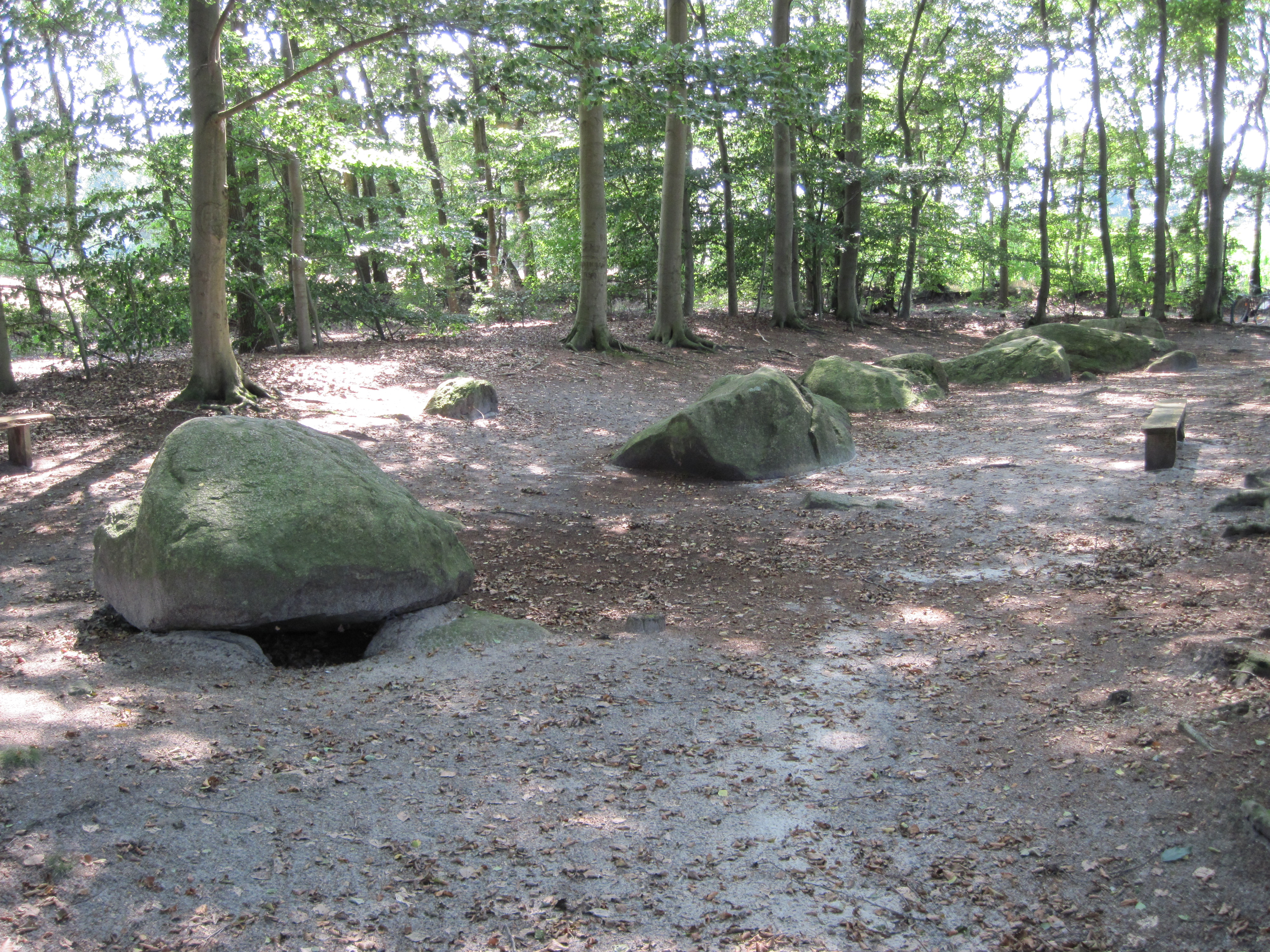
Pierres mégalithiques à Lindern.

- Mrocza (Pologne) depuis 2004